# كايل بارون
كايل بارون (بالإنجليزية: Kyle Barone)‏ مواليد 12 سبتمبر 1989 في مقاطعة أورانج، هو لاعب كرة سلة أمريكي. بدأ مسيرته الاحترافية في سنة 2013. يلعب في دوري كرة السلة الياباني للمحترفين كلاعب وسط. يحمل الرقم 33. يبلغ طوله 6 قدم 10 بوصة (2.1 م). لعب مع تورو زغورجيلتس في الدوري البولندي لكرة السلة.

## روابط خارجية
- كايل بارون على موقع دوري كرة السلة الياباني للمحترفين (اليابانية)
- كايل بارون على موقع سبورتس رفرنس (الإنجليزية)
- كايل بارون على موقع كرة السلة الأوروبية.كوم (الإنجليزية)
- كايل بارون على موقع كلية كرة السلة في سبورتس رفرنس.كوم (الإنجليزية)
- كايل بارون على موقع ريلجم (الإنجليزية)
- كايل بارون على موقع بروبوليرز (الإنجليزية)